# Stick to Your Guns
Stick to Your Guns ist eine US-amerikanische Hardcore-Band, die im Jahr 2003 in Orange County, Kalifornien, gegründet wurde.
Die Gruppe besteht aktuell aus Sänger Jesse Barnett, den beiden Gitarristen Joshua James und Chris Rawson, sowie aus dem Bassisten Andrew Rose und Schlagzeuger George Schmitz. Ein bekannter ehemaliger Musiker ist Schlagzeuger Casey Lagos, welcher neben seiner Tätigkeit bei Stick to Your Guns, als Session-Musiker auch bei Gruppen wie The Warriors, Architects, Confide und Parkway Drive aktiv war. Lagos arbeitet heute als Musikproduzent unter anderem für Klienten der Plattenfirmen Sony Music Entertainment und Columbia Records.
Die Band veröffentlichte bis heute mit Compassion Without Compromise aus dem Jahre 2003 und mit Better Ash Than Dust dreizehn Jahre später zwei eigenständige EPs und 2013 mit The Story So Far eine Split-EP, sowie fünf Studioalben: Das Debütalbum For What It’s Worth erschien 2005 über This City Is Burning Records veröffentlicht und wurde 2007 über Sumerian Records neu aufgelegt. Über Century Media erschien im Jahr 2008 mit Comes from the Heart, ehe die Gruppe erneut zu Sumerian wechselte und 2010 das dritte Album The Hope Division auf dem Markt brachte. Das 2012 veröffentlichte vierte Studioalbum Diamond erreichte erstmals einen Notierung in den US-Albumcharts. Disobedient, das fünfte Album der Band, welches im Februar 2015 erschien, stieg erneut in den US-amerikanischen Albumcharts ein. Mit diesem Album gelang der Gruppe erstmals auch ein Charteinstieg in Deutschland.
Der Musikstil kann als eine Mischung aus Hardcore Punk und Metalcore beschrieben werden. Als musikalische Einflüsse nennen die Musiker Gruppen wie Boysetsfire, Ignite, Death by Stereo, aber auch Metallica, Green Day, Creed und Nickelback. Auf dem fünften Album erinnert der Sound der Gruppe zeitweise auch an Rise Against. In ihren Texten setzt sich die Band mit Themen wie Politik, Gewalt in der Ehe, Homophobie und religiösen Faschismus auseinander. Sänger Jesse Barnett lehnt eine Zuordnung der Band als christliche Musikgruppe kategorisch ab.
Die Gruppe tourte mehrfach durch Nordamerika, Europa, Australien, Südamerika und Asien. Dabei spielte die Gruppe auf mehreren namhaften Musikfestivals, wie dem Summerblast Festival, dem Vainstream, dem Groezrock, den Impericon Festivals, dem Hellfest der Warped Tour und der Never Say Die! Tour. Auf ihren Konzertreisen spielte die Band mit First Blood, Terror, Make Do and Mend, Senses Fail, Obey the Brave, The Amity Affliction, We Came as Romans und Being as an Ocean.

## Geschichte

### Anfänge und Debütalbum

Symbol von Diamond. Es ist auf den damaligen Tourplakaten der Gruppe zu finden, mit denen sie für ihr Album Diamond (2012) geworben hatten. Dieses Zeichen findet man noch heute recht häufig in Bezug auf diese Band.

Die Band wurde im Sommer 2003 von Sänger Jesse Barnett gegründet. Zu diesem Zeitpunkt besuchte er die Highschool. In einem Interview sagte Barnett aus, dass es nie seine Absicht gewesen sei, Sänger der Gruppe zu werden. Kurze Zeit nach der Gründung stießen noch die Gitarristen Justin Rutherford und Curtis Pleshe, Schlagzeuger Casey Lagos und Bassist Noah Calvin hinzu. Zusammen nahmen sie noch im selben Jahr die EP Compassion Without Compromise auf. Ash Avildsen von Sumerian Records wurde auf die Band aufmerksam, wodurch die Band als Vorband für Ignite spielen und einen höheren Bekanntheitsgrad erreichen konnte. Dies hatte schließlich zur Folge, dass Stick to Your Guns Im Jahr 2006 einen Plattenvertrag bei Sumerian Records unterschreiben konnte.
Es folgte eine Tour durch die USA zusammen mit Caliban und The Acacia Strain, sowie eine weitere Tour mit Too Pure to Die und As Blood Runs Black. Im Januar und Februar 2007 folgte eine Tour zusammen mit The Warriors und All Shall Perish.
Das Debütalbum For What It’s Worth wurde im Jahr 2005 über This City Is Burning Records veröffentlicht. Durch ihr intensives Tour-Engagement wurde die Gruppe später von Sumerian Records unter Vertrag genommen, welche die Rechte an dem Debütalbum erwarben, welches schließlich 2007 neu aufgelegt wurde. Das offizielle Signing der Gruppe bei Sumerian Records erfolgte im Dezember 2006. Stick to Your Guns spielten im Rahmen der Don't Call It a Comeback Tour gemeinsam mit Suicide Silence und Bury Your Dead.

### Zweites Album:Comes from the Heart
Das zweite Album Comes from the Heart folgte im Jahr 2008 und wurde über Century Media veröffentlicht. Bereits im Januar 2008 wurde bekannt, dass die Gruppe bei Century Media einen weltweit geltenden Plattenvertrag unterschrieben hatte. Produziert wurde das Album von Chris Harris, welcher in der Szene unter dem Pseudonym „Zeuss“ Bekanntheit erreichen konnte, indem er für Bands wie Hatebreed und Shadows Fall bereits kommerziell erfolgreiche Alben produzierte.
Im Jahr 2009 tourte die Gruppe vermehrt durch die USA und spielte mit Bands wie Emmure, Parkway Drive, Shai Hulud, Winds of Plague und Unearth.

### Drittes Album:The Hope Division

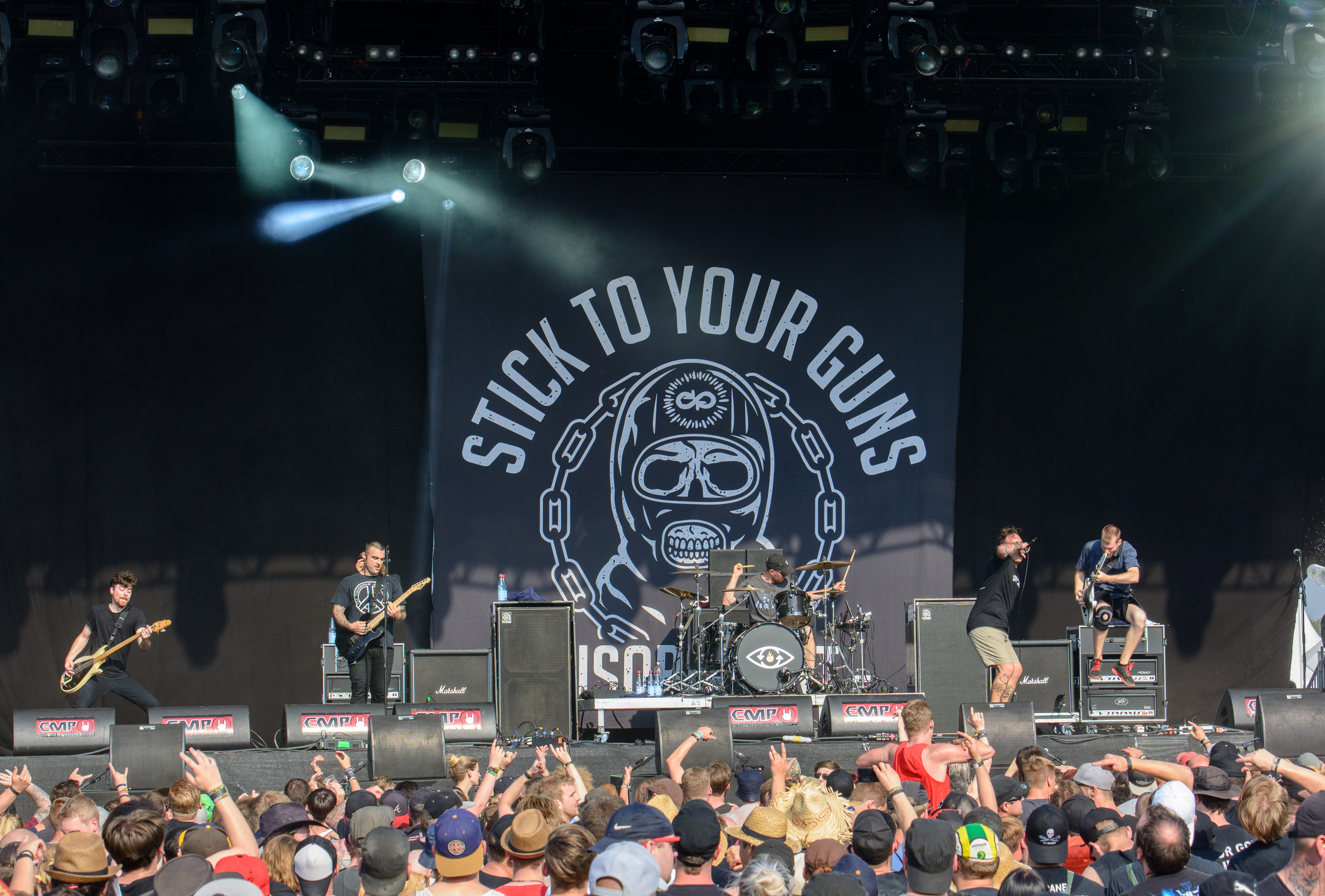
Stick to Your Guns 2016

Das nächste Album namens The Hope Division wurde im Jahr 2010 über Sumerian Records veröffentlicht. Es wurde in Fort Collins, Colorado in den Blassinger Studios mit Bill Stevenson, dem zwischenzeitlichen Schlagzeuger der Band Black Flag, aufgenommen und produziert. Im November und Dezember 2010 tourte die Gruppe im Rahmen der The Hope Division Tour mit Wish for Wings und First Blood durch Australien und Neuseeland. Im Oktober 2009 war die Gruppe erstmals in „Down Under“ auf Tour. Damals wurde die Gruppe von Terror begleitet. Nach der Australien-Konzertreise gab die Gruppe im Dezember 2010 fünf Konzerte in Japan.
Im November 2011 war Stick to Your Guns gemeinsam mit Make Do and Mend und The Story So Far Support für Senses Fail auf deren Konzertreise durch die Vereinigten Staaten.

### Viertes Album:Diamond
2012 erschien das Album Diamond auch auf dem Label Sumerian Records, und Joshua James (ehemals Evergreen Terrace) stieß zur Band hinzu. Diamond erreichte Platz 116 in den offiziellen US-Charts. Somit ist es das erste Album der Gruppe, welches einen Charteinstieg verbuchen konnte. Den Sommer verbrachte die Gruppe mit einer Europatour. Begleitet wurde die Gruppe von Evergreen Terrace. Ende Juni spielte die Band erstmals auf dem With Full Force. Im Oktober und November spielte die Gruppe gemeinsam mit Obey the Brave, Blessthefall, We Came as Romans, For the Fallen Dreams, At the Skylines, The Browning und At Dawn We Rage im Rahmen der Impericon Never Say Die! Tour eine komplette Europatour.
Im März und April 2013 war die Gruppe gemeinsam mit Stray from the Path „Special Guest“ auf der Get What You Give Tour der Band The Ghost Inside. Direkt im Anschluss tourte die Gruppe mit First Blood, The Haverbrook Disaster und Hundredth durch Deutschland, Belgien, Österreich, die Schweiz und Großbritannien. Die Gruppe verbrachte den ganzen Sommer des Jahres 2013 auf der Warped Tour. Am 18. Juni 2013 erschien eine Split-Veröffentlichung mit The Story So Far über Pure Noise Records. Anfang Oktober spielte die Gruppe erstmals in Südamerika. Die Konzerte fanden in Kolumbien und in Brasilien statt. Ende 2013 befanden sich die Musiker in Australien, wo sie gemeinsam mit Chelsea Grin und In Hearts Wake als Vorgruppe für The Amity Affliction tourten. Das Konzert am 23. Oktober 2013 musste abgesagt werden.

### Fünftes Album:Disobedient

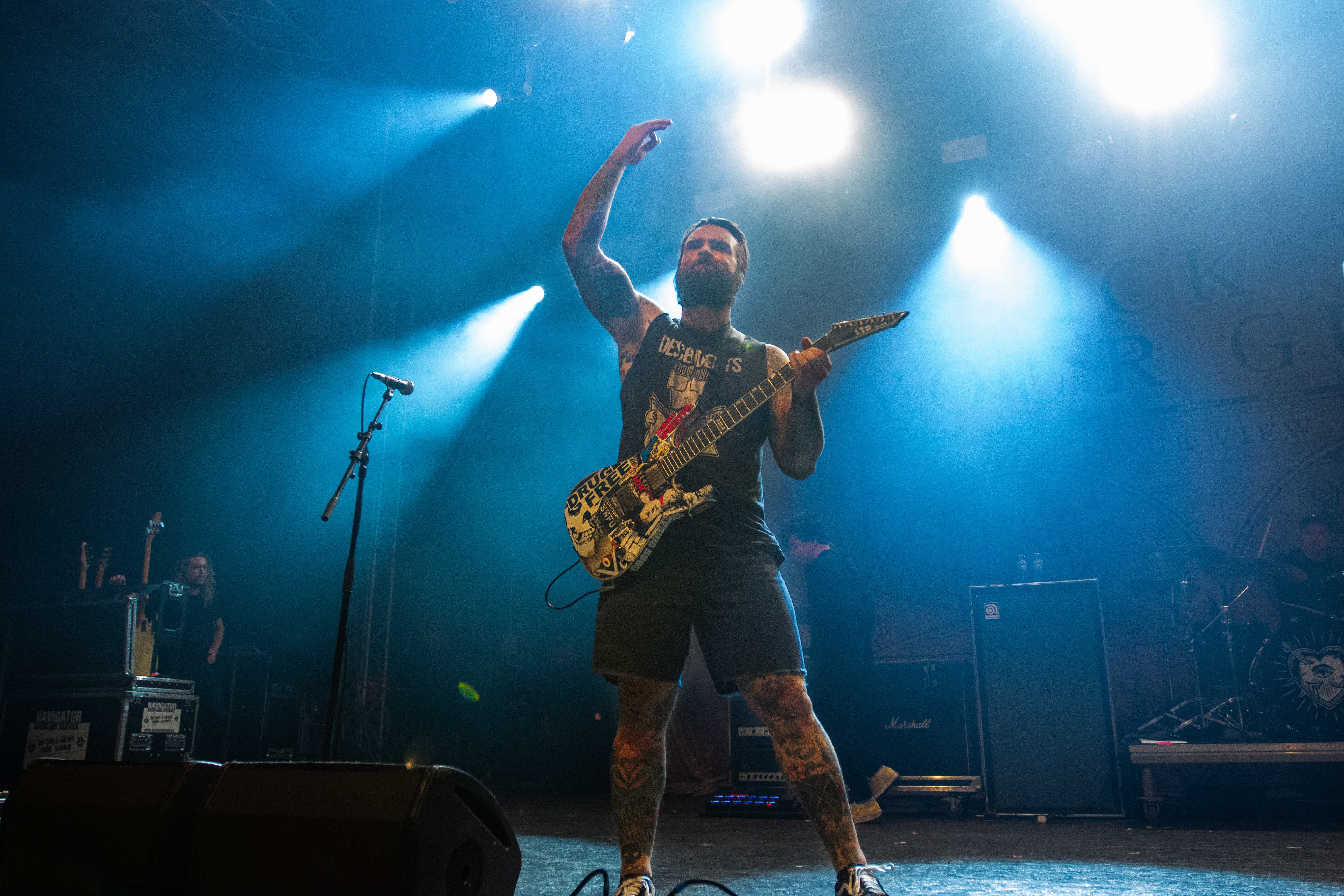
Stick to Your Guns 2019 auf dem Impericon Festival

Wenn die Gruppe nicht auf Tour ist, verbringen die Musiker die Zeit im Tonstudio, wo sie zwischenzeitlich ihr fünftes Album einspielten. Die Musiker kündigten ursprünglich an, das Album 2014 veröffentlichen zu können. Am 5. Februar 2014 bezog die Gruppe mit Produzent John Feldmann, welcher auch mit The Used und Story of the Year zusammenarbeitete, das Studio, um mit den Aufnahmen des Albums zu beginnen. Die größten Arbeiten waren bereits im März 2014 abgeschlossen. Im September 2014 gab die Gruppe bekannt, dass das neue Album Disobedient heißen und im Februar 2015 über Sumerian Records erscheinen würde. Zu dem Stück, Nobody, dass zugleich als erste Single im November 2014 veröffentlicht wurde, wurde ein Musikvideo produziert. Dieses feierte am 21. Oktober 2014 offiziell auf Alternative Press Premiere. Disobedient erschien schließlich im Februar 2015 weltweit.
Im Juni und Juli 2014 spielte Stick to Your Guns eine mehrwöchige Europatournee mit Stationen in Deutschland, Frankreich, Dänemark, Bosnien, Kroatien, Slowenien, Bulgarien, Rumänien, Österreich, Tschechien, Spanien, Portugal und Belgien. Dabei traten sie auf mehreren Musikfestivals, darunter dem Summerblast Festival, dem Hellfest, auf dem Vainstream Rockfest, dem With Full Force und dem Traffic Jam Open Air. Im August folgte eine Mini-US-Tournee mit Whitechapel. Am 31. Oktober 2014 startete Stick To Your Guns als Teil der Never Say Die! Tour eine Europatournee. Mit dabei waren Terror, Comeback Kid, More Than a Thousand, Capsize und No Bragging Rights. Die Tournee endete am 29. November 2014 in der Essigfabrik in Köln.
Für April und Mai 2015 fanden Auftritte im Rahmen einer Co-Headliner-Europatour gemeinsam mit Deez Nuts statt, welche von Trash Talk und Being as an Ocean begleitet wurde. Dabei spielte die Gruppe auf allen sieben Impericon Festivals, dem Groezrock sowie auf den 2015 erstmals stattfindenden Schwesterfestivals Rock im Revier und Rockavaria. Zuvor absolvierte die Band im Februar und März mit The Amity Affliction, Being as an Ocean und In Hearts Wake im Rahmen der Disobedient Tour durch die Vereinigten Staaten und Kanada eine weitere Konzertreise. Zwischen dem 14. und 22. August 2015 spielte die Gruppe mit The Story So Far eine kleinere Europa-Konzertreise, die unter anderem durch die Slowakei, Polen und Belgien führte. In dieser Tour waren außerdem Tour-Auftritte auf dem Summerblast Festival in Trier, dem Hevy Music Fest in Kent und dem Ieperfest in Ypern, welche allesamt lediglich von Stick to Your Guns absolviert wurden. Im Oktober und November folgte eine weitere US-Tour mit Blessthefall, Emarosa und Oceans Ate Alaska.

### Better Ash Than DustundTrue View

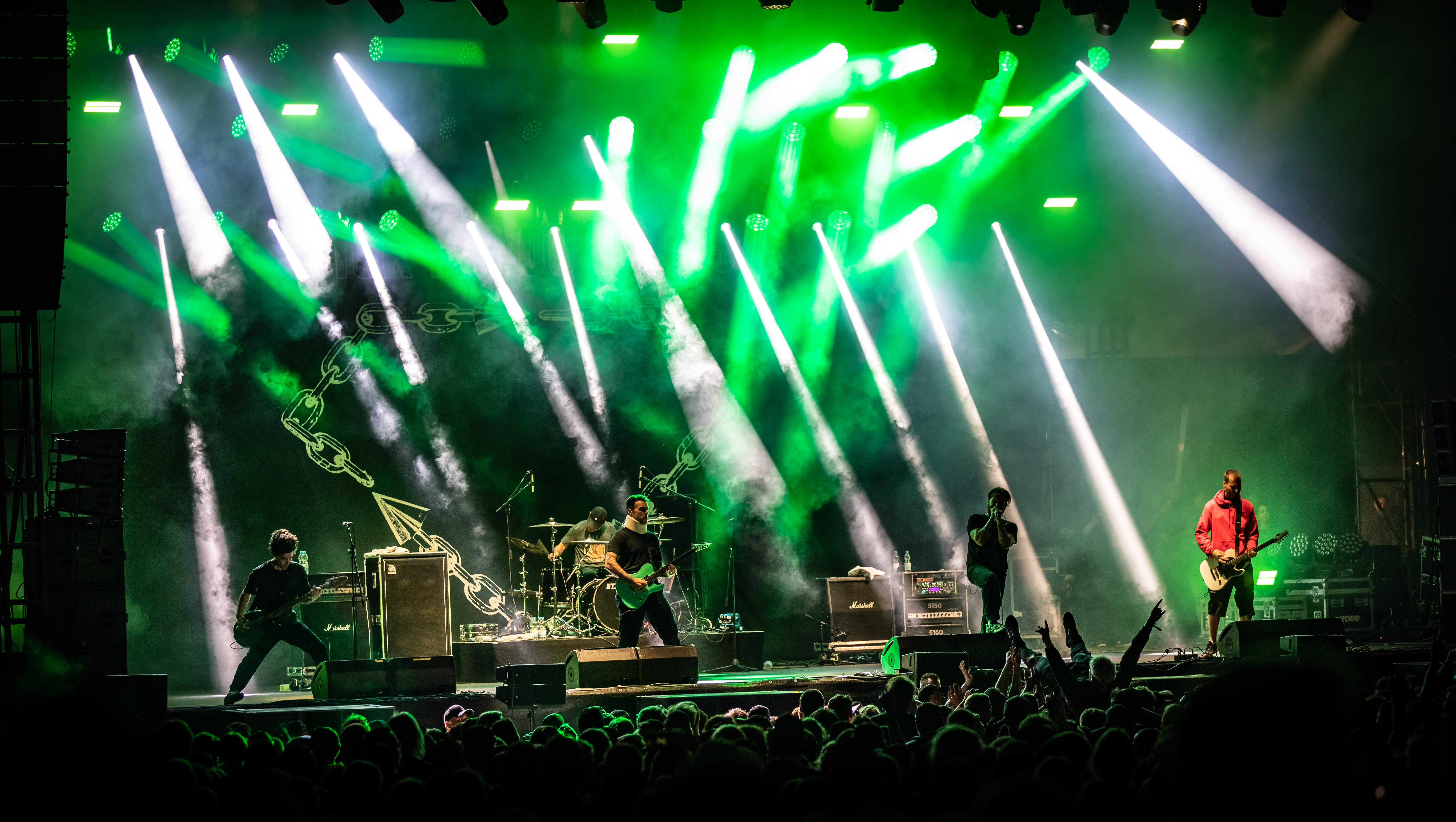
Stick to Your Guns live bei Rock am Ring, 2022.

Am 8. Juli 2016 wurde bekannt, dass die Band ihre bisherige Plattenfirma Sumerian Records verlassen hat und zu Pure Noise Records gewechselt ist. Am selben Tag wurde mit Universal Language ein neues Lied veröffentlicht. Es wurde zudem angekündigt, dass noch im Jahr 2016 eine neue EP herausgebracht werden soll. Am 17. August 2016 wurde nähere Information zu dieser EP bekanntgegeben. Diese trägt den Namen Better Ash Than Dust, beinhaltet fünf Stücke und wurde für den 23. September angekündigt. In Europa erscheint diese EP über End Hits Records.
Zwischen dem 8. September und dem 2. Oktober 2016 absolvierte die Band eine Nordamerika-Konzertreise, die von Expire und Stray from the Path begleitet wurde. Anfang des Jahres 2017 spielte Stick to Your Guns als erste US-amerikanische Hardcore-Band in Kenia. Das Konzert wurde durch mehrere Non-Profit-Organisationen ermöglicht. Unmittelbar nach dem Auftritt im ostafrikanischen Land folgte eine Europatournee mit Parkway Drive. Anfang Juni starteten die Musiker mit Produzent Derek Hoffman die Aufnahmen an ihrem inzwischen sechsten Studioalbum. Das Album, das True View heißt, wurde Ende Juli für Oktober 2017 angekündigt.
Im November und Dezember 2017 absolvierte die Band eine weitere Europatour mit Being as an Ocean, Silent Planet und First Blood. Im Frühjahr des Jahres 2018 spielte die Gruppe im Vorprogramm für die Architects in den Vereinigten Staaten und Kanada.

### Unterschrift bei SharpTone Records
Am 7. Juni 2024 gaben die Musiker bekannt, bei SharpTone Records unterschrieben zu haben. Zeitgleich veröffentlichte die Band mit Permanent Dark und Invisible Rain zwei neue Lieder.

## Stil

Symbol des Albums The Hope Division

Die Band spielt eine moderne Version des Hardcore. Der Gesang ist sowohl klar als auch guttural. Die Texte beinhalten oftmals sozial- und politikkritische Aspekte und fordern die Hörer zum genaueren Nachdenken über ihr soziales Umfeld auf. Im Kontrast dazu stehen sowohl harte Gitarrenriffe als auch melancholische und melodische Passagen. Die Musik kann als Hardcore, Metalcore oder aufgrund der melodischen Einschübe als Melodic Hardcore beschrieben werden. Ursprünglich sollte sich der Sound der Band an den Klängen von Hatebreed orientieren.
Die Musiker setzen sich zudem mit Themen wie Homophobie, Gewalt in der Ehe und religiösem Faschismus auseinander. Dennoch versucht die Gruppe in ihren Texten auch die dargestellten Problematiken zu analysieren um ein positiveres Fazit zu erhalten. Im Beiheft ihres Albums Diamond zitiert die Gruppe mehrere namhafte Persönlichkeiten, darunter Albert Einstein. Das Lied Bringing You Down widmete die Gruppe der Occupy-Wall-Street-Bewegung.
Die Musiker nennen Gruppen wie Boysetsfire, Ignite oder Death by Stereo als musikalische Einflüsse. Jedes Mitglied der Band hat andere Einflüsse, welche von Creed und Nickelback bis hin zu Metallica und Green Day reichen. Auf ihrem fünften Album ist der Metalcore fast gänzlich verschwunden und weicht dem Melodic Hardcore. Wie auf The Hope Division und Diamond baut die Gruppe auch auf Disobedient in einzelnen Stücken Auszüge aus Reden des indischen Philosophen Jiddu Krishnamurti ein. Manche Kritiker behaupten, dass die Nachricht hinter vielen Texten der Gruppe mit denen mehrerer christlicher Metal-Bands, wie Sleeping Giant vergleichbar seien. Sänger Jesse Barnett indes beschreibt den christlichen Gott als „Arschloch“:

„It was like, you know, if you don't believe in a Christian God, you're gonna go to hell. Or if you're gay, you're gonna go to hell. And I started thinking, wow, this dude God sounds like a bit of a prick.“

## Bandmitglieder

Stick to Your Guns, live auf dem With Full Force 2018
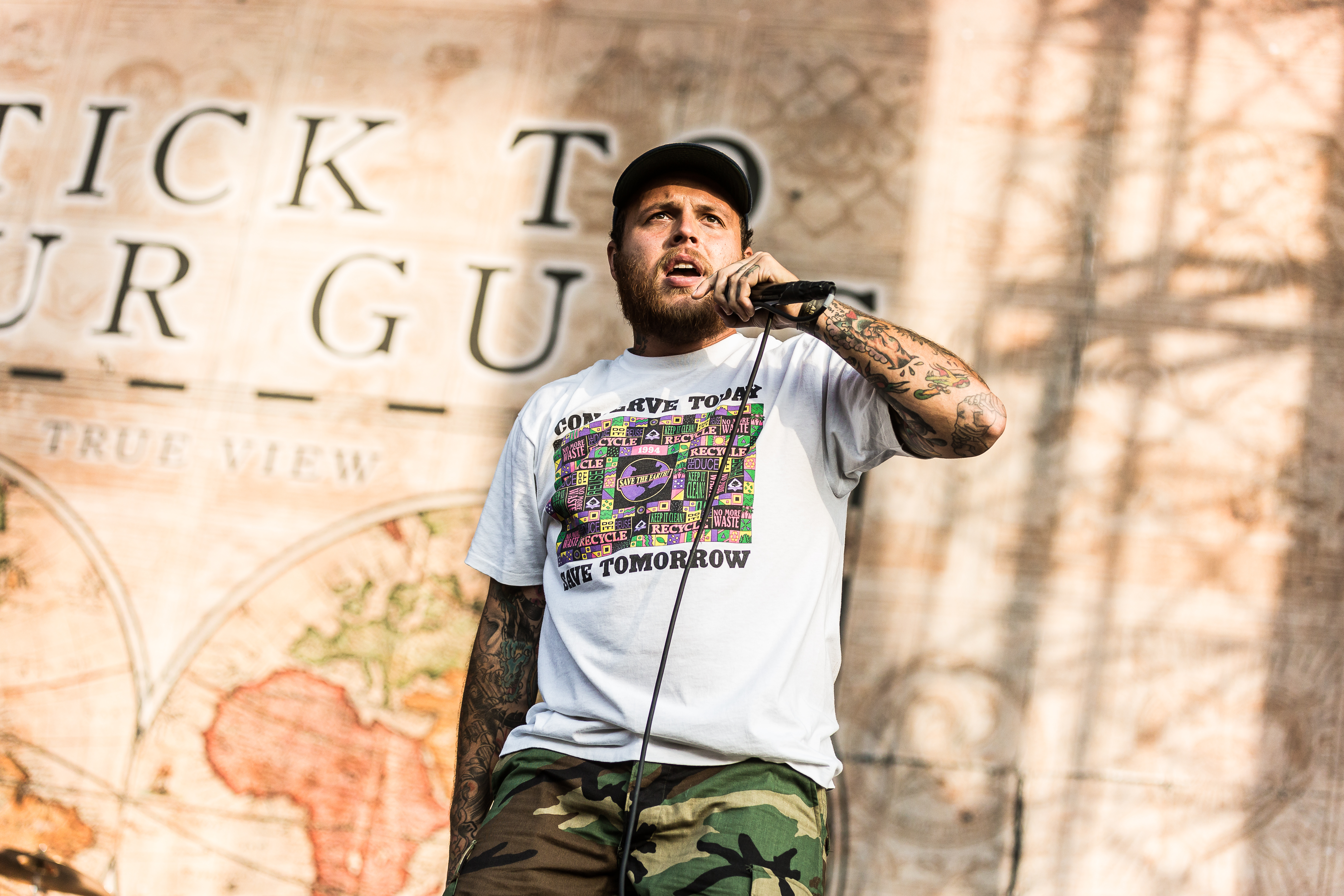
Sänger Jesse Barnett
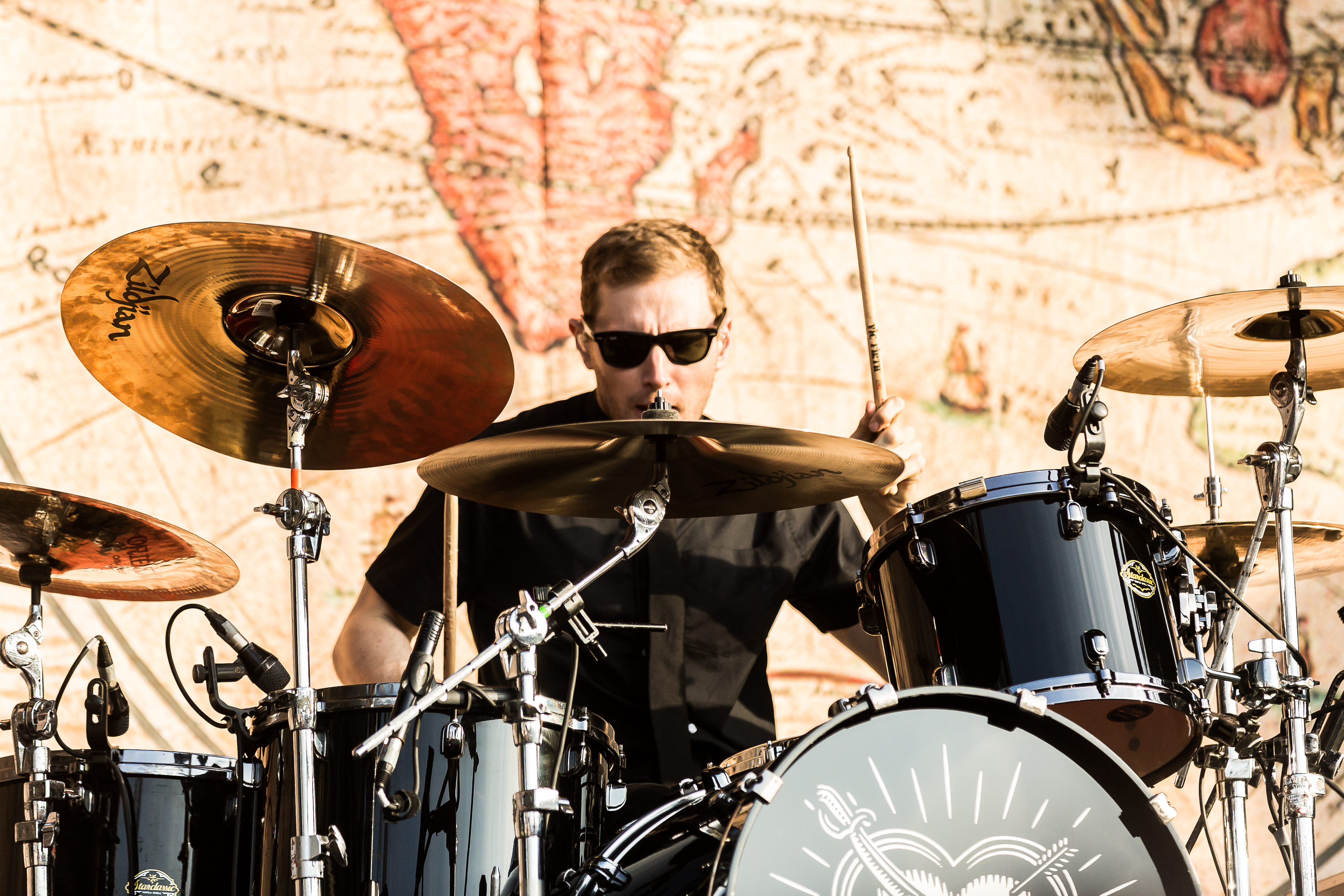
Schlagzeuger George Schmitz
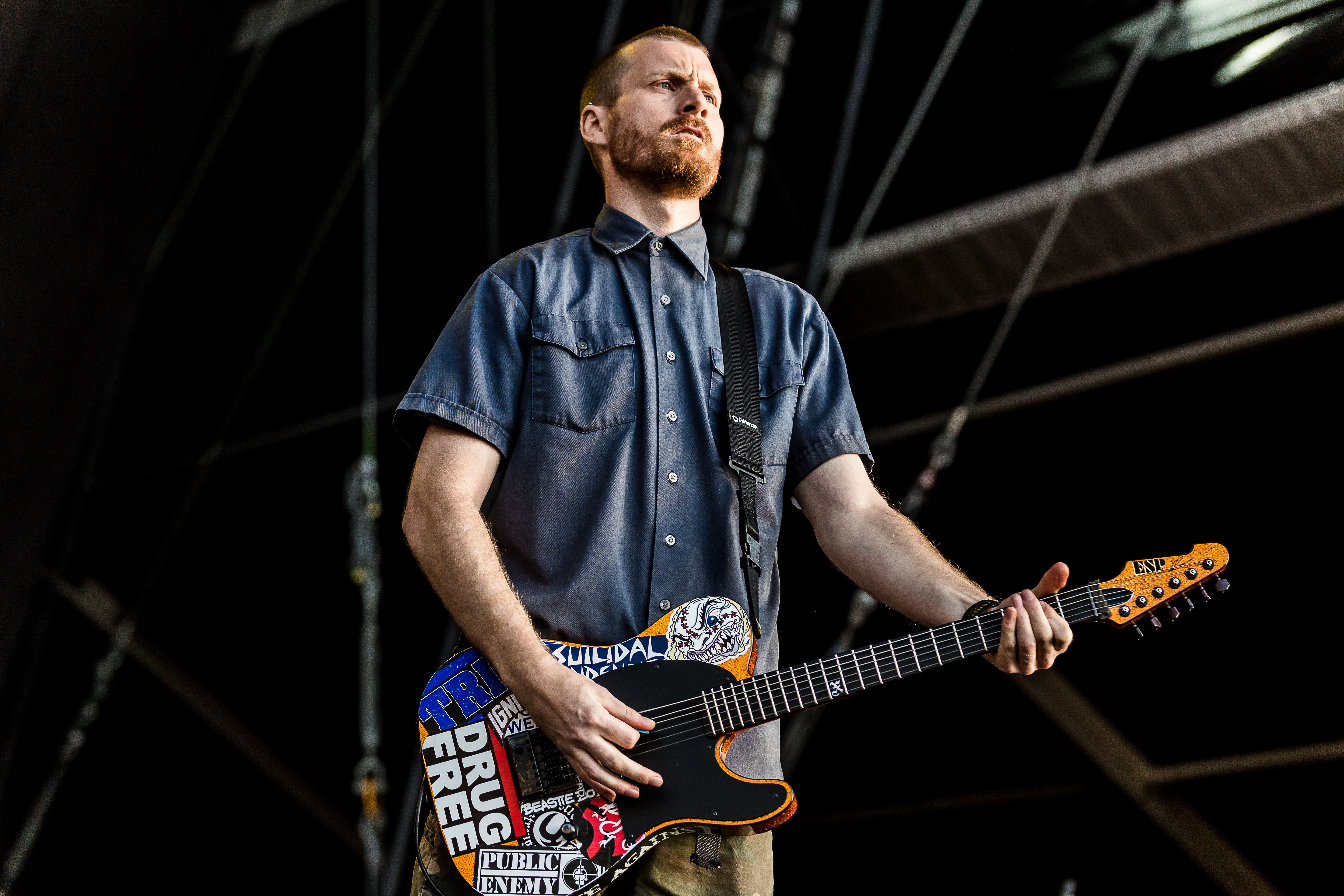
Rhythmus-Gitarrist Chris Rawson
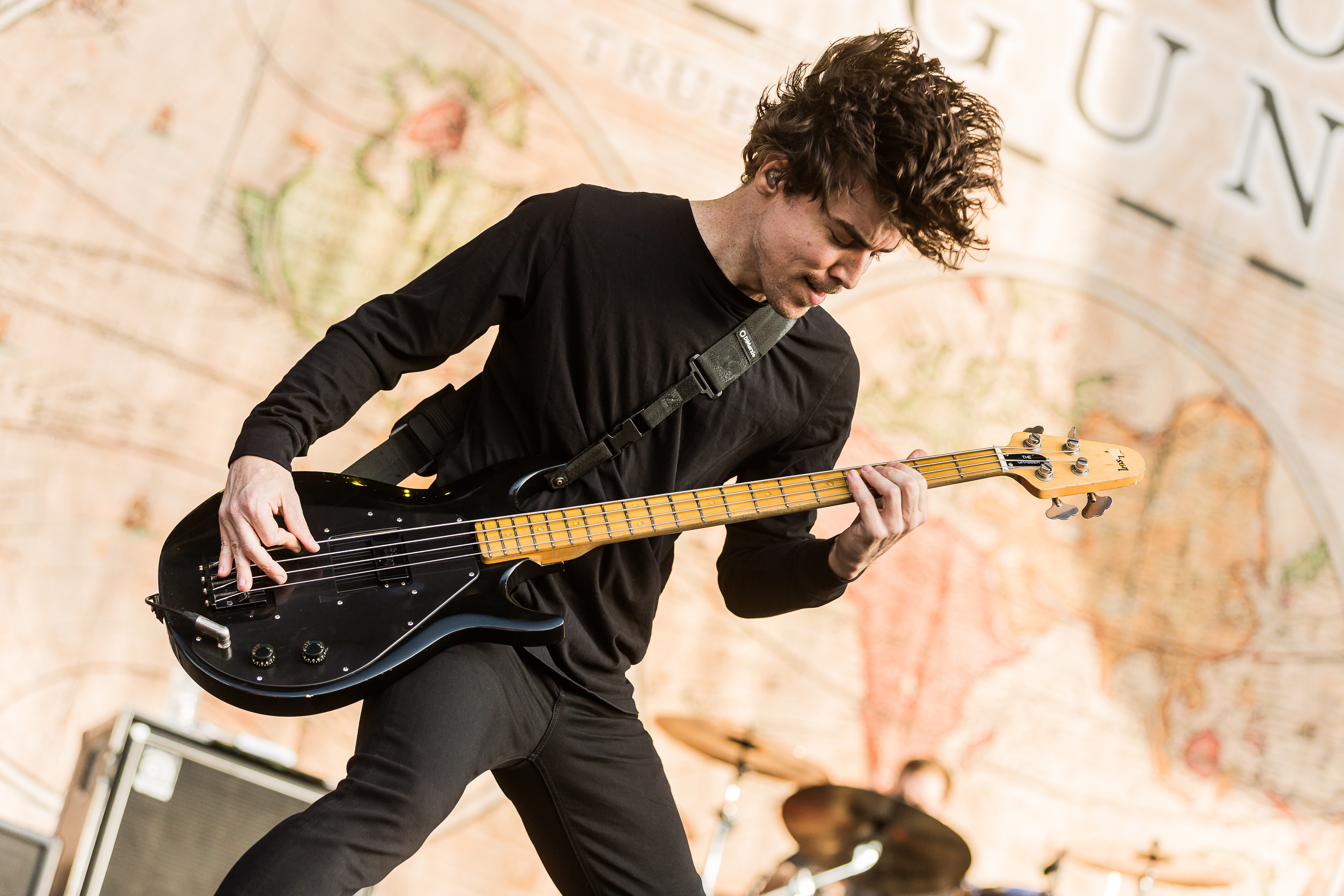
Bassist Andrew Rose
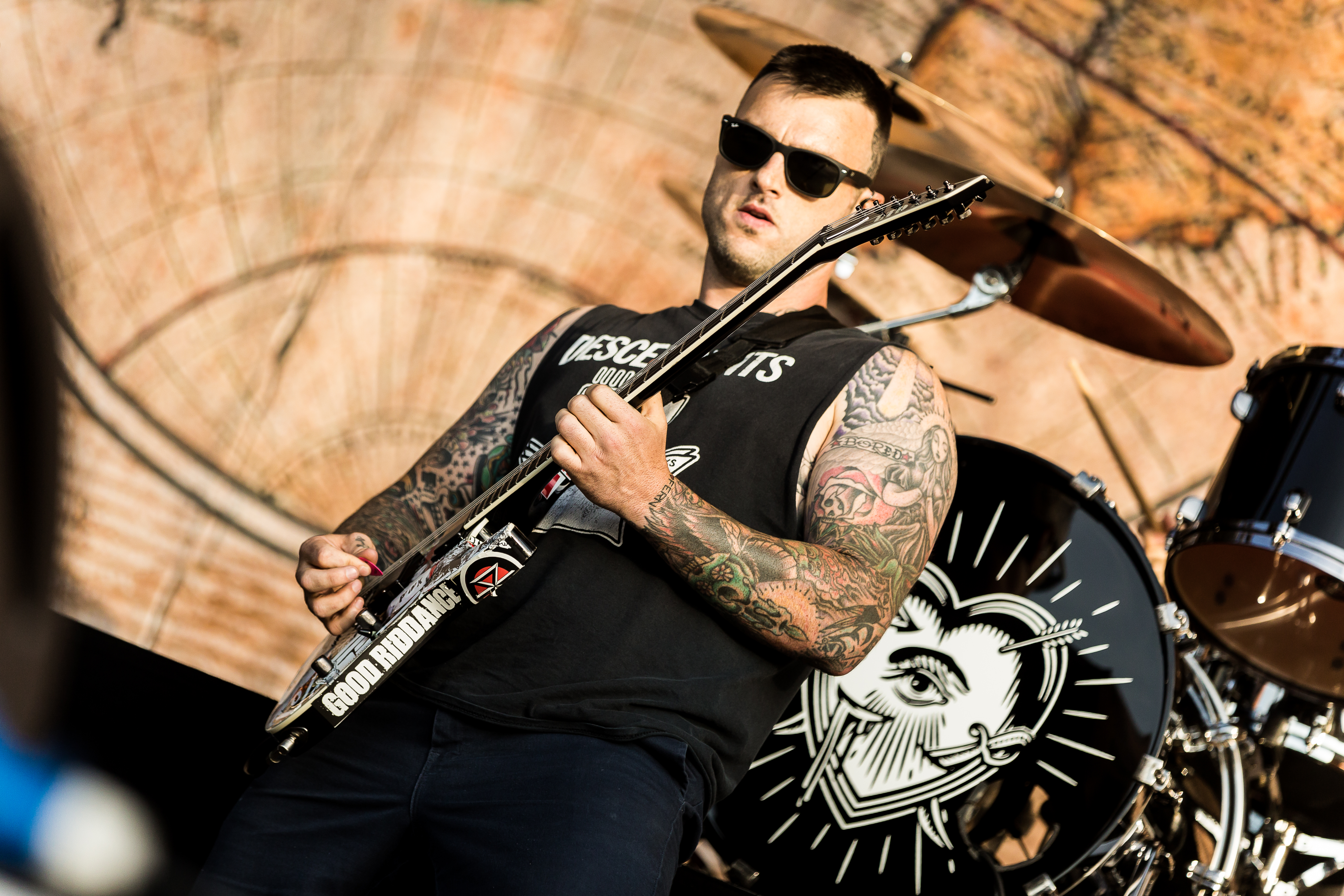
Lead-Gitarrist Joshua James

## Diskografie

### Alben
| Jahr | Titel Musiklabel                         | Höchstplatzierung, Gesamtwochen, AuszeichnungChartplatzierungen (Jahr, Titel, Musiklabel, Platzierungen, Wochen, Auszeichnungen, Anmerkungen) | Höchstplatzierung, Gesamtwochen, AuszeichnungChartplatzierungen (Jahr, Titel, Musiklabel, Platzierungen, Wochen, Auszeichnungen, Anmerkungen) | Höchstplatzierung, Gesamtwochen, AuszeichnungChartplatzierungen (Jahr, Titel, Musiklabel, Platzierungen, Wochen, Auszeichnungen, Anmerkungen) | Höchstplatzierung, Gesamtwochen, AuszeichnungChartplatzierungen (Jahr, Titel, Musiklabel, Platzierungen, Wochen, Auszeichnungen, Anmerkungen) | Anmerkungen                                                                            |
| Jahr | Titel Musiklabel                         | DE | AT | CH | US | Anmerkungen                                                                            |
| ---- | ---------------------------------------- | --- | --- | --- | --- | -------------------------------------------------------------------------------------- |
| 2005 | For What It’s Worth This City is Burning | — | — | — | — | Erstveröffentlichung: 10. Juni 2005 Neuauflage: 20. Februar 2007 über Sumerian Records |
| 2008 | Comes from the Heart Century Media       | — | — | — | — | Erstveröffentlichung: 13. Mai 2008                                                     |
| 2010 | The Hope Division Sumerian Records       | — | — | — | — | Erstveröffentlichung: 1. Juni 2010                                                     |
| 2012 | Diamond Sumerian Records                 | — | — | — | US116 (1 Wo.)US | Erstveröffentlichung: 27. März 2012                                                    |
| 2015 | Disobedient Sumerian Records             | DE42 (1 Wo.)DE | — | — | US85 (1 Wo.)US | Erstveröffentlichung: 10. Februar 2015                                                 |
| 2017 | True View Pure Noise Records             | DE16 (1 Wo.)DE | — | CH73 (1 Wo.)CH | US71 (1 Wo.)US | Erstveröffentlichung: 13. Oktober 2017                                                 |
| 2022 | Spectre Pure Noise Records               | DE4 (1 Wo.)DE | — | CH89 (1 Wo.)CH | — | Erstveröffentlichung: 29. Juli 2022                                                    |
| 2025 | Keep Planting Flowers Pure Noise Records | DE45 (1 Wo.)DE | AT70 (1 Wo.)AT | — | — | Erstveröffentlichung: 10. Januar 2025                                                  |

### EPs
| Jahr | Titel                | Höchstplatzierung, Gesamtwochen, AuszeichnungChartplatzierungen (Jahr, Titel, Platzierungen, Wochen, Auszeichnungen, Anmerkungen) | Höchstplatzierung, Gesamtwochen, AuszeichnungChartplatzierungen (Jahr, Titel, Platzierungen, Wochen, Auszeichnungen, Anmerkungen) | Höchstplatzierung, Gesamtwochen, AuszeichnungChartplatzierungen (Jahr, Titel, Platzierungen, Wochen, Auszeichnungen, Anmerkungen) | Anmerkungen |
| Jahr | Titel                | DE | CH | US | Anmerkungen |
| ---- | -------------------- | --- | --- | --- | ----------- |
| 2016 | Better Ash Than Dust | — | — | US133 (1 Wo.)US |             |

Weitere EPs
- 2003: Compassion Without Compromise (Eigenveröffentlichung)
- 2013: The Story So Far vs. Stick to Your Guns (Split-EP, Pure Noise Records)

## Auszeichnungen und Nominierungen
- Independent Music Awards
  - 2013: Bestes Hardcore/Metal Album für Diamond[57]